# Cache Junction (Utah)
Cache Junction es un lugar designado por el censo ubicado en el condado de Cache en el estado estadounidense de Utah. En el año 2000 tenía una población de 37 habitantes y una densidad poblacional de 2,4 personas por km². Cache se localiza dentro de los límites metropolitanos de la ciudad de Logan.

## Geografía
Cache Junction se encuentra ubicado en las coordenadas 41°50′11″N 112°0′1″O / 41.83639, -112.00028. Según la Oficina del Censo, la localidad tiene un área total de 15,6 km² (6 mi²), de la cual la mayoría, 14,7 km² (5,7 mi²), es tierra y el resto (5,82%) es agua.

## Demografía
Según la Oficina del Censo en 2000, había 37 personas y 10 familias residentes en el lugar, 100% de los cuales eran personas blancas.
Los ingresos medios por hogar en la localidad eran de $52,500, y los ingresos medios por familia eran $52,500. Los hombres tenían unos ingresos medios de $36,250 frente a los $21,250 para las mujeres. La renta per cápita para la localidad era de $27,083. Ninguno de los habitantes de Cache estaban por debajo del umbral de pobreza.